# 罗卡斯皮纳尔韦蒂
罗卡斯皮纳尔韦蒂（義大利語：Roccaspinalveti），是意大利基耶蒂省的一个市镇。总面积32.92平方公里，人口1482人，人口密度45.0人/平方公里（2009年）。ISTAT代码为069076。